# Itaquascon biserovi
Itaquascon biserovi är en djurart som tillhör fylumet trögkrypare, och som beskrevs av Pilato, Binda och Moncada 1999. Itaquascon biserovi ingår i släktet Itaquascon och familjen Hypsibiidae. Inga underarter finns listade i Catalogue of Life.